# IDW Publishing
IDW Publishing, även känt som Idea + Design Works, LLC eller IDW, är ett amerikanskt serieförlag som startades 1999 och som 2004, 2005 och 2006 tilldelades titeln "Publisher of the Year Under 5% Market Share" av Diamond Comic Distributors. IDW är femte största utgivare av amerikanska serietidningar. Förutom serier och grafiska noveller, distribuerar IDW böcker digitalt.
Företaget var ursprungligen känt för sina skräckserier, som 30 Days of Night och Dark Days. Vissa kända skräckserieskapare, som Ashley Wood, Ben Templesmith och Steve Niles bidrog till IDW. Företaget kom senare att specialisera sig på licenserade titlar, som Underworld, 24, Angel, CSI, Ghostbusters, Transformers, Star Trek, Dick Tracy, Doctor Who, G.I. Joe, True Blood, Teenage Mutant Ninja Turtles, Godzilla, My Little Pony, Sonic the Hedgehog och Disneyserier.

### Fotnoter
1. ↑  hämtat från: franskspråkiga Wikipedia.[källa från Wikidata]
2. ↑  scoop.diamondgalleries.com (april 2006) IDW's Gem-Award Triple Crown Arkiverad 23 maj 2011 hämtat från the Wayback Machine.
3. ↑  Diamond Comic Distributors (August 2010) Publisher Market Shares: Juli 2010 Arkiverad 28 september 2011 hämtat från the Wayback Machine.
4. ↑  IDW’s Jeff Webber Discusses the Future of Digital Comics, Things From Another World, 19 januari 2011